# Ghisa bianca
La ghisa bianca è una particolare varietà di ghisa che non contiene carbonio grafitico, ma esclusivamente cementite.

## Caratteristiche
La ghisa bianca si presenta argentea alla frattura, ha una altissima durezza (fino a 500 Vickers, HV), resistenza all'usura e alla corrosione ma risulta notevolmente fragile e non lavorabile all'utensile, solo per fusione.

## Differenze con la ghisa grigia
In prima approssimazione differisce dalla ghisa grigia per composizione e tempo di raffreddamento.
Infatti le ghise bianche si ottengono per rapido raffreddamento e, come già detto, contengono solo cementite, mentre le ghise grigie si ottengono per lento raffreddamento e contengono quantità variabili di perlite e grafite e pertanto risultano più tenaci e lavorabili

## Produzione
Per diminuire i tempi di raffreddamento e favorire la formazione di cementite, si utilizzano anime metalliche o inserti metallici raffreddanti nelle comuni forme in sabbia o in terra.
Per tale motivo in fonderia viene chiamata anche ghisa in conchiglia.
La velocità di formazione della cementite può essere aumentata anche con l'aggiunta in lega di elementi, come il cromo, che promuovano le reazioni di carburazione, che nel caso di getti di notevole spessore sono in grado di evitare fenomeni di segregazione della grafite.

## Utilizzi
La ghisa bianca viene utilizzata per oggetti che devono resistere all'usura, come ruote di carrelli o cilindri di laminazione.
La maggior parte della produzione di ghisa bianca è destinata a nuove lavorazioni per ottenere la ghisa malleabile o ghisa sferoidale.